# سیمپسونویل (کنتاکی)
سیمپسونویل (به انگلیسی: Simpsonville) شهری در ایالت کنتاکی کشور ایالات متحده آمریکا است که جمعیت آن در سرشماری سال ۲۰۱۰ میلادی، ۲٬۴۸۴ نفر بوده‌است.